# João António Júdice
João António Júdice (Mexilhoeirinha, Estômbar, século XVIII) foi um engenheiro militar português, membro de uma família com origem na Córsega.

## Biografia
Com a criação da Capitania Geral dos Açores, chegou em 1766 ao arquipélago com o primeiro capitão-general, D. Antão de Almada, 12.º conde de Avranches, conforme o Decreto abaixo:
"Hey por bem fazer merce a João Antonio Judice Capitão de Infantaria com o exercicio de Engenheiro do Posto de Sargento mór de Infantaria com o mesmo exercicio para (/fl. 124v) Me ir servir nas Ilhas dos Açores passando a ellas na companhia do Governador e Capitão General, que Fuy servido nomear para as mesmas, e exercitando em tudo as suas Ordens. O Conselho de Guerra o tenha assim entendido, e lhe mande passar os despachos necessários. Palácio de Nossa Senhora da Ajuda a 26 de agosto de 1766 // com a Rubrica de Sua Magestade //"
Nessa função foi encarregado por aquele governante de tirar o plano da obra de reedificação do cais da cidade de Angra, na ilha Terceira, aproveitando-se tudo que estivesse no melhor estado, e pudesse conservar-se, orçando o que se carecesse, e a sua importância.
Ainda em Angra foi encarregado do projeto das obras de adaptação do Palácio dos Capitães-Generais, conforme planta atualmente no Ministério do Exército em Lisboa ("Plantas dos Dois Pisos da Casa da Companhia de Jesus", 1767).
Em 1767 foi encarregado pelo mesmo governante revistar as fortalezas da ilha de São Miguel, começando pelo Forte de São Brás de Ponta Delgada. e dos fortes e redutos na ilha Terceira, de que nos chegou relatório.
Em 1792 pleiteou e obteve do mesmo governante o comando do Forte de São Brás em Ponta Delgada.
Mais tarde, no posto de coronel, exerceu interinamente o cargo de Governador das Armas da ilha de São Miguel.
Redigiu ainda uma memória sobre a antiga fábrica de pedra-hume da ilha de S. Miguel, publicada nas Memórias da Academia Real das Ciências de Lisboa e depois republicada na revista Cosmorama de Ponta Delgada.